# Johan Kriek
Johan Kriek (Pongola, Sudáfrica; 5 de abril de 1958) es un exjugador de tenis sudafricano nacionalizado estadounidense. Reconocido por haber obtenido dos Abierto de Australia consecutivamente en 1981 y 1982, permaneció entre los 20 mejores del mundo entre 1980 y 1985.
En agosto de 1982 adquirió la ciudadanía estadounidense.

## Torneos de Grand Slam

### Campeón Individuales (2)
| Año  | Torneo               | Oponente en la final | Resultado       |
| 1981 | Abierto de Australia | Steve Denton         | 6-2 7-6 6-7 6-4 |
| 1982 | Abierto de Australia | Steve Denton         | 6-3 6-3 6-2     |

## Títulos (22)

### Individuales (14)
| Leyenda                |
| Grand Slam (2)         |
| Tennis Masters Cup (0) |
| ATP Tour (12)          |

| N.º | Fecha                   | Torneo                          | Superficie | Oponente en la final | Resultado           |
| --- | ----------------------- | ------------------------------- | ---------- | -------------------- | ------------------- |
| 1.  | 12 de febrero de 1979   | Sarasota, Estados Unidos        | Dura       | Richard Meyer        | 7-6 6-2             |
| 2.  | 19 de enero de 1981     | Monterrey WCT, México           | Dura       | Vitas Gerulaitis     | 7-6 3-6 7-6         |
| 3.  | 6 de julio de 1981      | Newport, Estados Unidos         | Hierba     | Hank Pfister         | 3-6 6-3 7-5         |
| 4.  | 24 de diciembre de 1981 | Abierto de Australia, Melbourne | Dura       | Steve Denton         | 6-2 7-6 6-7 6-4     |
| 5.  | 8 de febrero de 1982    | Menfis, Estados Unidos          | Dura       | John McEnroe         | 6-3 3-6 6-4         |
| 6.  | 10 de agosto de 1982    | La Costa WCT, EE. UU.           | Dura       | Roscoe Tanner        | 6-0 4-6 6-0 6-4     |
| 7.  | 2 de diciembre de 1982  | Abierto de Australia, Melbourne | Dura       | Steve Denton         | 6-3 6-3 6-2         |
| 8.  | 25 de abril de 1983     | Tampa, Estados Unidos           | Dura       | Robert Lutz          | 6-2 6-4             |
| 9.  | 13 de junio de 1983     | Bristol, Gran Bretaña           | Hierba     | Tom Gullikson        | 7-6 7-5             |
| 10. | 21 de noviembre de 1983 | Johannesburgo, Sudáfrica        | Dura       | Colin Dowdeswell     | 6-4 4-6 1-6 7-5 6-3 |
| 11. | 18 de junio de 1984     | Bristol, Gran Bretaña           | Hierba     | Brian Teacher        | 6-7 7-6 6-4         |
| 12. | 30 de julio de 1984     | Livingston, Estados Unidos      | Dura       | Michael Westphal     | 6-2 6-4             |
| 13. | 29 de abril de 1985     | Las Vegas, Estados Unidos       | Dura       | Jimmy Arias          | 4-6 6-3 6-4 6-2     |
| 14. | 13 de julio de 1987     | Livingston, EE. UU.             | Dura       | Christian Saceanu    | 7-6 3-6 6-2         |

### Finalista en individuales (13)
- 1978: Hartford (pierde ante John McEnroe)
- 1979: Basilea (pierde ante Brian Gottfried)
- 1980: Fráncfort (pierde ante Stan Smith)
- 1981: Dallas WCT (pierde ante John McEnroe)
- 1982: Monterrey (pierde ante Jimmy Connors)
- 1983: Los Ángeles (pierde ante Gene Mayer)
- 1984: Boca West (pierde ante Jimmy Connors)
- 1985: Londres/Queen's Club (pierde ante Boris Becker)
- 1985: San Francisco (pierde ante Stefan Edberg)
- 1988: Schenectady (pierde ante Tim Mayotte)
- 1988: San Francisco (pierde ante Michael Chang)
- 1989: Menfis (pierde ante Brad Gilbert)

- Datos: Q54530